# Wilhelm Arndt
Wilhelm Ferdinand Arndt (Łobżenica, 27 settembre 1838 – Lipsia, 10 gennaio 1895) è stato uno storico tedesco.

## Biografia
Wilhelm Arndt si laureò presso l'Università di Gottinga (1861) e divenne docente presso l'Università di Lipsia.

## Opere
Per molti anni, dal 1862 al 1875, è stato un collaboratore di Monumenta Germaniæ Historica.
- Kleine Denkmäler aus der Merowingerzeit, 1874.
- Schrifttafeln zur Erlernung der lateinischen Paläographie, 1874, 3ª edizione 1898.